# Magdaléna Beranová
Magdaléna Beranová (Čáslav, 1930. szeptember 15. – 2016. május 17.) cseh régésznő.

## Élete
1949–1953 között a prágai Károly Egyetemen tanult történelem-régészet szakon. 1960-tól a tudományok kandidátusa, 1967-től kisdoktor, 1983-tól nagydoktor.
1953–1963 között a Csehszlovák Tudományos Akadémia Szláv Intézetében, 1963-1990 között a Régészeti Intézetében dolgozott. 1973-1987 között a kora középkori (szláv) osztály vezetője volt. Vendégelőadóként a Károly Egyetemen is oktatott.
Elsősorban földműveléssel, szláv régészettel, településrégészettel, az üvegkészítés történetével és kísérleti régészettel foglalkozott.

## Művei
- 1969 Evropské zemědělství v archeologii. Praha
- 1975 Zemědělská výroba v 11.-14. století na území Československa. Praha
- 1980 Zemědělství starých Slovanů
- 1997 Jídlo a pití za Rudolfa II.
- 2000 Jak se jedlo ve starověku – Římská kuchařka (tsz. Jaroslav Řešátko)
- 2000 Slované. ISBN 80-7277-022-5
- 2001 Tradiční české kuchařky
- 2005 Jídlo a pití v pravěku a středověku. ISBN 80-200-1340-7
- 2010 Dějiny zemědělství v Čechách, na Moravě a ve Slezsku